# 安部柊斗
安部 柊斗（あべ しゅうと、1997年12月5日 - ）は、東京都日野市出身のプロサッカー選手。Jリーグ・ガンバ大阪所属。ポジションはミッドフィールダー（MF）。

## 来歴
FC東京の下部組織出身で中学からプレーしていた。高1年時、地元東京で行われた国体で優勝に貢献した。その後U-18で頭角を現し不動のレギュラーとして活躍していたが、トップ昇格はできずに明治大学(政治経済学部)へ進学した。大学では全日本大学選抜にも選出され、ボール奪取の能力が評価されてFC東京への加入が内定した。
2019年に特別指定選手に登録されると、6月16日の第15節ヴィッセル神戸戦で途中出場でのJ1リーグデビューを果たした。
2020年に正式にFC東京へ加入し、1月28日に行われたACLプレーオフのセレス・ネグロスFC戦で先発デビューを果たした。8月20日、第11節のサンフレッチェ広島戦でプロ入り初ゴールを決めた。9月5日、第14節の大分トリニータ戦では2試合連続ゴールを決めて勝利に貢献した。
2023年7月14日、ジュピラー・プロ・リーグ（ベルギー）のRWDモレンベークへ完全移籍することでクラブ間合意に達したことが発表された。23-24シーズンからチームの主力を務めリーグ戦28試合に出場し1得点を記録。
チームは2部降格となったが翌24-25シーズンもチームの主力としてリーグ戦28試合に出場し2得点を記録。
2025年5月27日、J1・ガンバ大阪への完全移籍加入が発表された。
同年7月16日、天皇杯3回戦のモンテディオ山形戦でレッドカードによる退場処分、出場停止明けの8月16日のJ1リーグ第26節サンフレッチェ広島戦で再びレッドカードによる退場処分を受けた。公式戦2試合連続となる退場について、Jリーグは2試合の出場停止とともに罰金20万円の処分を課した。

## 所属クラブ
- 杉野百草SS
- FC東京U-15むさし
- FC東京U-18
- 明治大学
  - 2019年 FC東京（特別指定選手）
- 2020年 - 2023年7月  FC東京
- 2023年7月 - 2025年5月  RWDモレンベーク
- 2025年5月 -  ガンバ大阪

## 個人成績
| 国内大会個人成績 | 国内大会個人成績 | 国内大会個人成績 | 国内大会個人成績 | 国内大会個人成績 | 国内大会個人成績 | 国内大会個人成績 | 国内大会個人成績 | 国内大会個人成績 | 国内大会個人成績 | 国内大会個人成績 | 国内大会個人成績 |
| 年度             | クラブ           | 背番号           | リーグ           | リーグ戦         | リーグ戦         | リーグ杯         | リーグ杯         | オープン杯       | オープン杯       | 期間通算         | 期間通算         |
| 年度             | クラブ           | 背番号           | リーグ           | 出場             | 得点             | 出場             | 得点             | 出場             | 得点             | 出場             | 得点             |
| 日本             | 日本             | 日本             | 日本             | リーグ戦         | リーグ戦         | リーグ杯         | リーグ杯         | 天皇杯           | 天皇杯           | 期間通算         | 期間通算         |
| ---------------- | ---------------- | ---------------- | ---------------- | ---------------- | ---------------- | ---------------- | ---------------- | ---------------- | ---------------- | ---------------- | ---------------- |
| 2019             | 明治大           | 9                | -                | -                | -                | -                | -                | 2                | 0                | 2                | 0                |
| 2019             | FC東京           | 36               | J1               | 1                | 0                | 1                | 0                | -                | -                | 2                | 0                |
| 2020             | FC東京           | 31               | J1               | 27               | 2                | 3                | 2                | -                | -                | 30               | 4                |
| 2021             | FC東京           | 31               | J1               | 36               | 0                | 8                | 0                | 0                | 0                | 44               | 0                |
| 2022             | FC東京           | 31               | J1               | 30               | 4                | 2                | 1                | 2                | 0                | 36               | 4                |
| 2023             | FC東京           | 8                | J1               | 15               | 2                | 2                | 0                | 1                | 0                | 18               | 2                |
| ベルギー         | ベルギー         | ベルギー         | ベルギー         | リーグ戦         | リーグ戦         | リーグ杯         | リーグ杯         | ベルギー杯       | ベルギー杯       | 期間通算         | 期間通算         |
| 2023-24          | モレンベーク     | 8                | ジュピラー       | 28               | 1                | -                | -                | 2                | 0                | 30               | 1                |
| 2024-25          | モレンベーク     | 8                | チャレンジャー   | 28               | 2                | -                | -                | 2                | 0                | 30               | 2                |
| 日本             | 日本             | 日本             | 日本             | リーグ戦         | リーグ戦         | リーグ杯         | リーグ杯         | 天皇杯           | 天皇杯           | 期間通算         | 期間通算         |
| 2025             | G大阪            | 13               | J1               |                  |                  |                  |                  |                  |                  |                  |                  |
| 通算             | 日本             | 日本             | J1               | 109              | 8                | 16               | 3                | 3                | 0                | 130              | 10               |
| 通算             | 日本             | 日本             | 他               | -                | -                | -                | -                | 2                | 0                | 2                | 0                |
| 通算             | ベルギー         | ベルギー         | ジュピラー       | 28               | 1                | -                | -                | 2                | 0                | 30               | 1                |
| 通算             | ベルギー         | ベルギー         | チャレンジャー   | 28               | 2                | -                | -                | 2                | 0                | 30               | 2                |
| 総通算           | 総通算           | 総通算           | 総通算           | 165              | 11               | 16               | 3                | 9                | 0                | 192              | 13               |

その他の公式戦
| 2019   | F東23  | 36     | J3     | 4 | 0 | 4 | 0 |
| 通算   | 日本   | 日本   | J3     | 4 | 0 | 4 | 0 |
| 総通算 | 総通算 | 総通算 | 総通算 | 4 | 0 | 4 | 0 |

- 2024年
  - ベルギーリーグ・プレーオフ 6試合2得点
- 2025年
  - チャンレンジャー・プロモーション・プレーオフ 2試合0得点
- 2019年は特別指定選手

| 国際大会個人成績 | 国際大会個人成績 | 国際大会個人成績 | 国際大会個人成績 | 国際大会個人成績 |
| 年度             | クラブ           | 背番号           | 出場             | 得点             |
| AFC              | AFC              | AFC              | ACL              | ACL              |
| ---------------- | ---------------- | ---------------- | ---------------- | ---------------- |
| 2020             | FC東京           | 31               | 8                | 1                |
| 2025/26/2        | G大阪            | 13               |                  |                  |
| 通算             | AFC              | AFC              | 8                | 1                |

その他の国際公式戦
- 2020年
  - AFCチャンピオンズリーグ2020・プレーオフ 1試合0得点

出場歴
- Jリーグ初出場 - 2019年6月8日 J3第11節 vsAC長野パルセイロ（味の素フィールド西が丘）
- Jリーグ初得点 - 2020年8月19日 J1第11節 vsサンフレッチェ広島（エディオンスタジアム広島）
- ジュピラー・プロ・リーグ初出場 - 2023年8月6日 第2節 vsOHルーヴェン（デン・ドレーフ）
- ジュピラー・プロ・リーグ初得点 - 2023年11月11日 第14節 vsKASオイペン（ケールヴェクシュタディオン）

## タイトル

### 選抜
東京都選抜
- 国民体育大会：1回（2013年）

### クラブ
明治大学
- 総理大臣杯全日本大学サッカートーナメント：2回（2018年、2019年）
- 関東大学サッカーリーグ戦：1回（2019年）
- 全日本大学サッカー選手権大会：1回（2019年）
- 東京都サッカートーナメント：1回（2019年）

FC東京
- Jリーグカップ：1回（2020年）

### 個人
- 関東大学サッカーリーグ戦・ベストイレブン（2019年）
- 全日本大学サッカー選手権大会・ベストMF（2019年）

## 代表・選抜歴
- U-19全日本大学選抜
  - アジア大会サッカーチャンピオンシップ（2016年）
- 全日本大学選抜
  - デンソーカップサッカー（2018年）
  - DENSO CUP SOCCER 大学日韓(韓日)定期戦（2018年）
- U-23日本代表
  - トレーニングキャンプ（2020年）